# 教皇パウルス3世とその孫たち
『教皇パウルス3世とその孫たち』 （きょうこうパウルスさんせいとそのまごたち、伊: Ritratto di Paolo III con i nipoti Alessandro e Ottavio Farnese、英: Pope Paul III and His Grandsons）は、イタリア盛期ルネサンスのヴェネツィア派の巨匠ティツィアーノ・ヴェチェッリオがキャンバス上に油彩で描いた絵画である。ティツィアーノがローマを訪問していた1545年秋から1546年6月の間にファルネーゼ家によって委嘱された。現在、ナポリのカポディモンテ美術館に所蔵されている。
作品は、教皇パウルス3世と孫のオッターヴィオ、アレッサンドロ間のきわどい関係を描いている。オッターヴィオは教皇の左側で跪く姿で表されている。アレッサンドロは枢機卿の服を身に着けて、教皇の右側の背後に立っている。 絵画は、老いの影響と継承の背後にある策略を描くことを探求している。パウルス3世は当時70代後半で、神聖ローマ皇帝カール5世が即位した不安定な政治的状況で権勢を握っていた。
パウルス3世は信心深い人物ではなかった。彼は教皇の地位というものを家族の立場を強化するための手段だとみなしていた。彼は縁故主義の批判にもかかわらず、アレッサンドロを枢機卿に任命し、多数の私生児を儲け、美術品と骨董品を購入するために多額の教会財産を費やした。1545年ごろ、カール5世が政治的軍事的優位に立ち、パウルス3世の教皇としての立場を弱体化させた。ティツィアーノは、変化する状況に気づき、絵画を完成させる前に放棄し、以後100年間、絵画はファルネーゼ家の地下室で額縁にも入れられずに放置された。
『教皇パウルス3世とその孫たち』はティツィアーノの最高傑作の1つであり、最も印象的な作品の1つである。未完成で、『教皇パウルス3世の肖像』 (カポディモンテ美術館) ほど技術的に完成されたものではないが、テーブルクロスの深い赤色、パウルスのほとんど透明なガウンの白色に見られる豊かな色彩により名高い。作品は教皇の性格に見られる矛盾を微妙に示唆し、3人の間の複雑な心理的力学を含んでいる。

## 背景

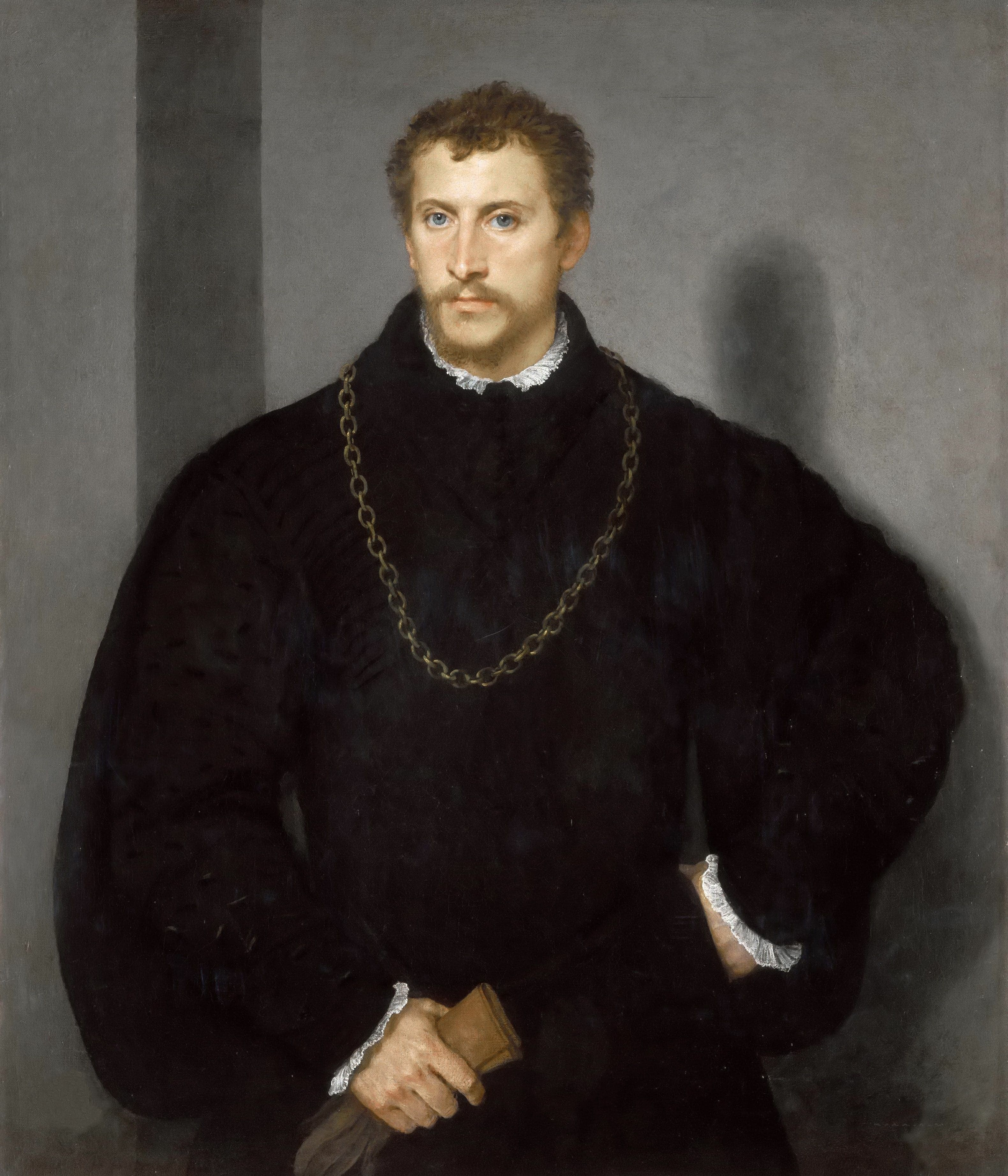
オッターヴィオ・ファルネーゼと思われる『若い英国人の肖像』 (パラティーナ美術館、フィレンツェ) として知られるティツィアーノの肖像画 (1540-1545年)。オッターヴィオは、カール5世に自身が金羊毛騎士団に入会することを認めさせ、1547年に騎士になるなど自身が畏怖すべき人物であることを証明してみせた

パウルス3世は、政界を牛耳っていたフィレンツェのメディチ家により任命された教皇のうち最後の人物であった。彼は社会的野心を抱き、職業人で、あまり敬虔ではなかった。愛妾を持ち、婚外子が4人いて、教皇の地位を自身の富を蓄える手段とみなし、親族を高い地位に就けた。才能のある狡猾な政治家で、まさにフィレンツェ人がフランスとスペインの脅威から助けてもらうために必要とした類の人物であった。
パウルスは66歳であった1534年に教皇となり、すぐに自身の家族を重要な役職に就けた。彼の最年長の婚外子ピエール・ルイージ・ファルネーゼの息子であり、彼の最年長の孫のアレッサンドロを14歳で枢機卿に任命し、長男に家名を継承させるために結婚させるというファルネーゼ家の伝統を断ち切った。この任命は不可避であるとみなされた。それというのも、パウルスの二番目に年長の孫オッターヴィオは当時10歳に過ぎず、そのように若い枢機卿は政治的に認められなかったからであろう。パウルスは高齢であったので、ファルネーゼ家はオッターヴィオが年頃になるまで待つことはできなかった。かくして、アレッサンドロは枢機卿となった。この任命により、アレッサンドロが主要な階位を取る必要性はなかったが、独身を貫き、相続権を放棄することを余儀なくされ、相続権は代わりに弟のオッターヴィオのものとなった。アレッサンドロはこの責務を激しく後悔することとなった。パウルス3世は1538年にオッターヴィオをカメリーノ公 (Duke of Camerino)  に任命し、同年、15歳の彼をカール5世の娘マルガレーテと結婚させた。パウルス3世の2人の孫たちの出世は縁故主義の証拠として広く批判された。

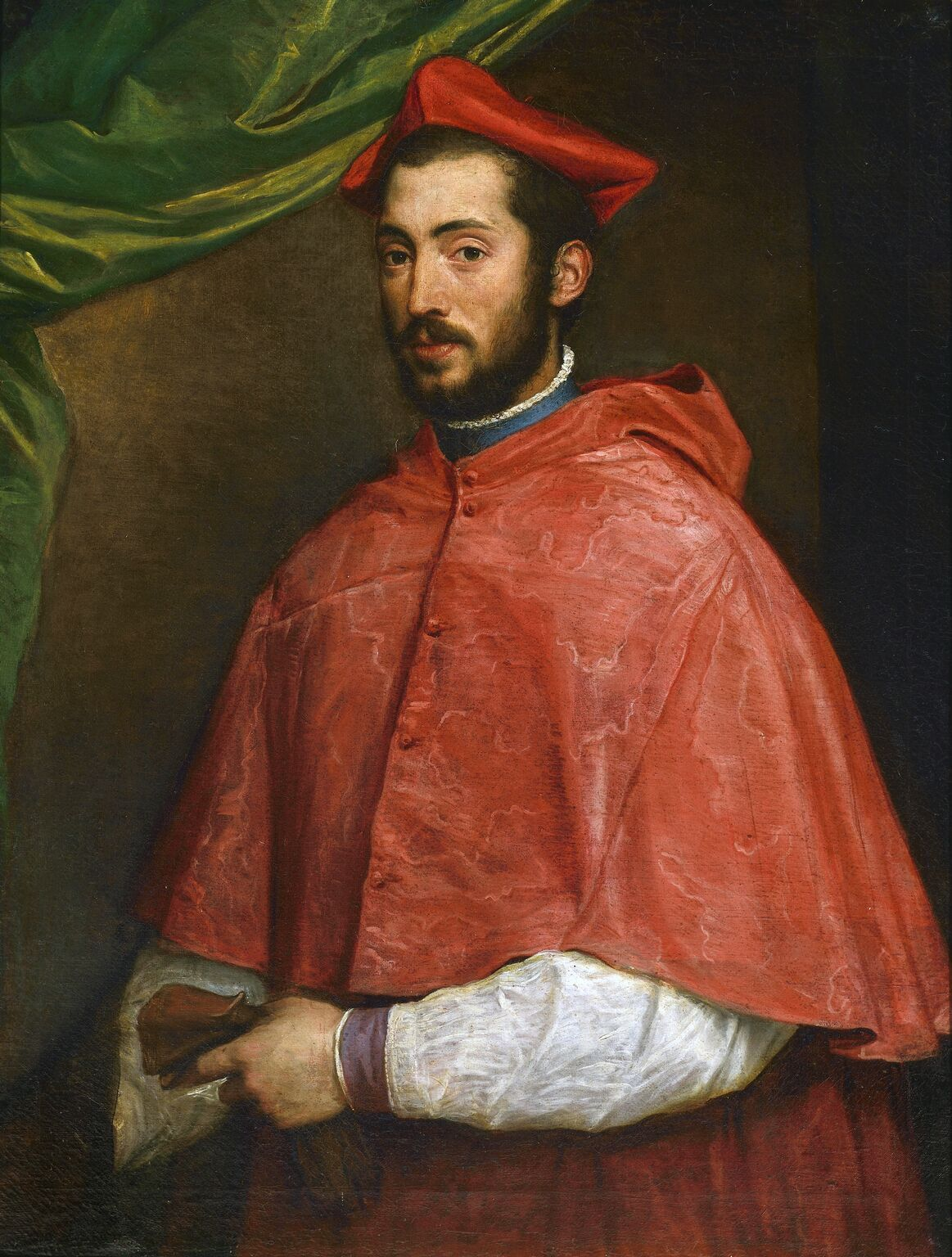
ティツィアーノ『アレッサンドロ・ファルネーゼ枢機卿の肖像』1545–1546年。カポディモンテ美術館

オッターヴィオの結婚はアレッサンドロを苦しめた。彼は貞節の重責と闘い、王女と結婚する空想に耽り、弟の結婚を恨んだ。オッターヴィオの結婚式の間、アレッサンドロは「死そのもの以上に青白くなり、このこと、すなわち、長子の彼がそのように素晴らしい地位と神聖ローマ皇帝カール5世の娘を剥奪されるということに耐えられないと世間ではいわれている」。
1546年、パウルス3世はピエール・ルイージに教皇領としてパルマ・ピアチェンツァ公国を与えたが、それは非常に政治的な一手であった。そうるすことで、パウルスはピエール・ルイージに地位と富を与え、彼に従順で恩義を持つピエール・ルイージがパルマ・ピアチェンツァ公国を彼の支配下に留めることを保証したのである。同時に、オッターヴィオはカール5世を援助するために北イタリアに派遣された。1546年に、オッターヴィオは22歳になっており、マルガレーテと結婚していて、自身を一廉の人物として確立していた。
1547年に、彼の父がカール5世の手先により暗殺され、オッターヴィオはパルマ・ピアチェンツァ公国相続を舅のカール5世と祖父パウルス3世の断固とした反対にもかかわらず要求した。そうすることで、オッターヴィオは公国を教皇領として保持しようというパウルス3世の欲求に反した行動を取り、オッターヴィオがピエール・ルイージを暗殺したと信じていたカール5世にも反した行動を取ったのである。
ティツィアーノは皇帝カール5世の個人的な友人であった。 本作の依頼は、おそらくパウルス3世により皇帝への忠誠の証として意図されたものである。フランスとスペインの改革君主たちの圧力は、フランスの影響力増大という一般的な動向と相まってパウルス3世の死の直後にファルネーゼ家が教皇の地位を掌握することを終結させた。オッターヴィオは軍指揮官として秀で、皇帝から金羊毛騎士団への入団を許可された。その地位はファルネーゼ家の地位を強化する手段として与えられたが、代償がないわけではなかった。彼がローマのファルネーゼ家に責任を負っていないと自身をみなし始めるにつれ、彼の成功は家族内に憤慨を生むことになった。
この肖像画が制作された当時、パウルス3世はアレッサンドロに枢機卿職を保持するよう説得済みで、アレッサンドロが後に教皇としてパウルス3世の後を継ぐことを仄めかしていたが、それは後に頓挫した。アレッサンドロは約束の無意味さに気づくにつれ、祖父の言葉と政治的信用性に信頼を失った。

## 委嘱

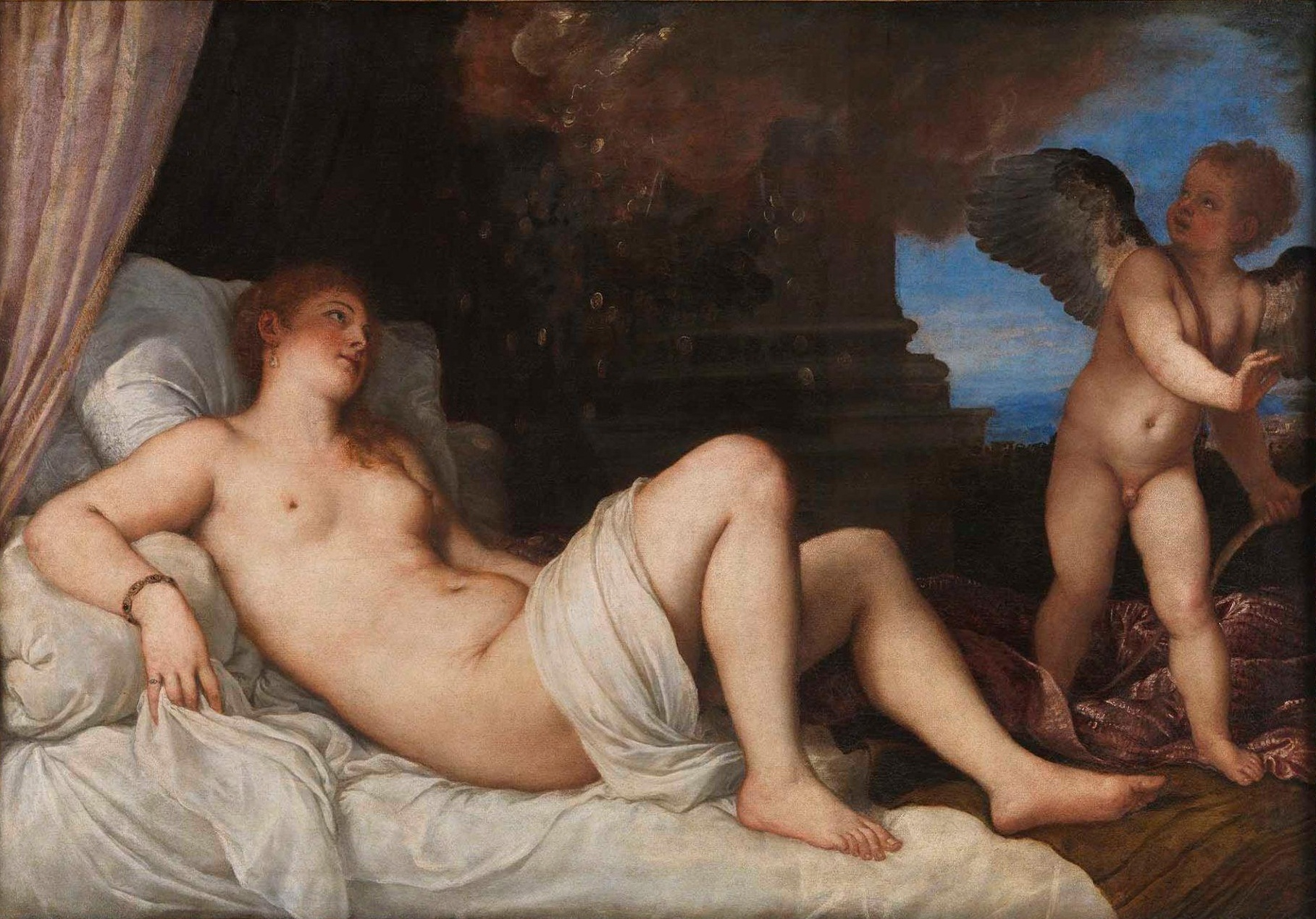
ティツィアーノ『ダナエ』、1544年、カポディモンテ美術館、ナポリ。同主題の連作の最初の作品で、オッターヴィオ、またはアレッサンドロ・ファルネーゼに依頼された。

本作は、ティツィアーノが数々のパウルス3世の肖像画を描いた後の1546年に委嘱された。彼はすでにピエール・ルイージと彼の3人の子供たち（ヴィットーリア、アレッサンドロ、ラヌッチョ）の肖像がを描いていた。オッターヴィオはおそらく1552年にふたたび肖像画に描かれているが、ティツィアーノの『ダナエ』連作の原作となったナポリのカポディモンテ美術館の作品を委嘱した可能性が非常に高い。なお、ルドヴィコ・ドルチェ (Ludovico Dolce) はティツィアーノに接触したのはアレッサンドロであったと考えた。
1540年代初めに、ティツィアーノの名声は非常に高いものであったため、彼は何度もローマに招聘された。最初は、ピエトロ・ベンボ枢機卿に、次にファルネーゼ家により招聘されたが、1540年代半ばまでにはファルネーゼ家お気に入りの肖像画家となっていた。初期の数々のピエール・ルイージとパウルス3世の肖像画に続いて、一家はパウルス3世が教皇の地位に就いた後、一式の肖像画を依頼したが、家族の政治的意識と野心を考慮すれば、それらすべては家族が社会的に昇進したことの公的言明として意図された。パウルス3世はティツィアーノのヴェネツィアにおける影響力を知っており、1538年以降はティツィアーノにのみ自身の肖像画を描くことを許した。

ティツィアーノによるピエル・ルイージの12歳の息子『ラヌッチョ・ファルネーゼの肖像』、1542年ごろ、ナショナル・ギャラリー (ワシントン)。 左胸上の十字架は彼がマルタ騎士団の騎士であることを示す。この作品によりティツィアーノはパウルス3世と接触するようになった。

ティツィアーノは旅行することを好まず、旅行の申し出は断った。パウルス3世は1543年にカール5世との交渉のために北イタリアに旅行した際、ティツィアーノに初めて会い、『教皇パウルス3世の肖像』 (カポディモンテ美術館) のためにモデルとなった。このころ、ティツィアーノの息子のポンポニオ (Pomponio) は聖職者になることを決意していたが、息子が教会と土地を得られるようにティツィアーノは教皇との接触を利用しようと模索した。アレッサンドロ枢機卿との接触を通じ、ティツィアーノはファルネーゼ家の人々の肖像画の見返りに、ポンポニオがティツィアーノの居住していたヴィットリオ・ヴェネトと接するコッレ・ウンベルトのサン・ピエトロ修道院を与えられるよう求めた。
カール5世はティツィアーノに敬意を持っていたので、ティツィアーノはファルネーゼ家と交渉するのに影響力を持っていた。ファルネーゼ家からの委嘱とローマへの招待を受け取った際、ティツィアーノは息子への恩恵への見返りとしてしか彼らの要請に従わないことを明白にした。このことは最初拒絶されたが、1544年9月にティツィアーノはファルネーゼ家の対応に安心したようで、「栄えある御家の皆様方はネコにいたるまで描くため」訪問する旨の手紙をアレッサンドロ枢機卿に送った。それでも、ティツィアーノは翌年の10月になるまで動かなかった。 とうとうローマにやってきた時、彼はローマで最も重要な来客としてみなされ、ベルヴェデーレに住居を与えられた。結局、本作は完成しなかった。おそらく画家は、息子への恩恵が与えられるとすぐにローマに残る理由がないものと感じ、絵画を放棄したのであろう。

## 作品
この肖像画は、16世紀の宮廷政治の緊張と策略を描いている。深い赤色の背景と重々しい筆致は、不安で緊張した雰囲気と教皇と嘆願者たちの間の不安な関係を生み出している。教皇は老い、病気で、疲労しており、オッターヴィオを責めるような目つきで見ているとする批評家もいる。彼の帽子 (カマウロ) は彼の禿頭を隠しているが、高い鼻、暗色のビーズ玉のような目、猫背、長く不均衡な顎髭には彼の年齢を物語る兆候がある。教皇は、1545年ごろの二番目のカポディモンテ美術館の肖像『カマウロを被った教皇パウルス3世の肖像』より目立って老けている。この事実は彼の傍のテーブルにある時計により強調されており、時計は「メメント・モリ」 (死を忘れるな、という戒め) と時が失われつつあるということを想起させるものとなっている。 このことを考慮すれば、絵画の委嘱は継承に関する思考に促されたものであることを示唆している。
しかしながら、パウルス3世は力のある抜け目ない君主としての要素を保持している。絵画は奇妙な角度で設定されており、パウルス3世は画面空間の低い位置に配置されているが、それでも鑑賞者はあたかも敬意のうちにでもあるかのように彼を見上げている。彼は完全に華麗な装束で、幅広の毛皮の縁取りのある袖 (地位を伝えるための典型的にヴェネツィア的なモティーフ) がついた服を纏っており、ケープは身体の存在を示すために上半身に斜めに掛けられている。

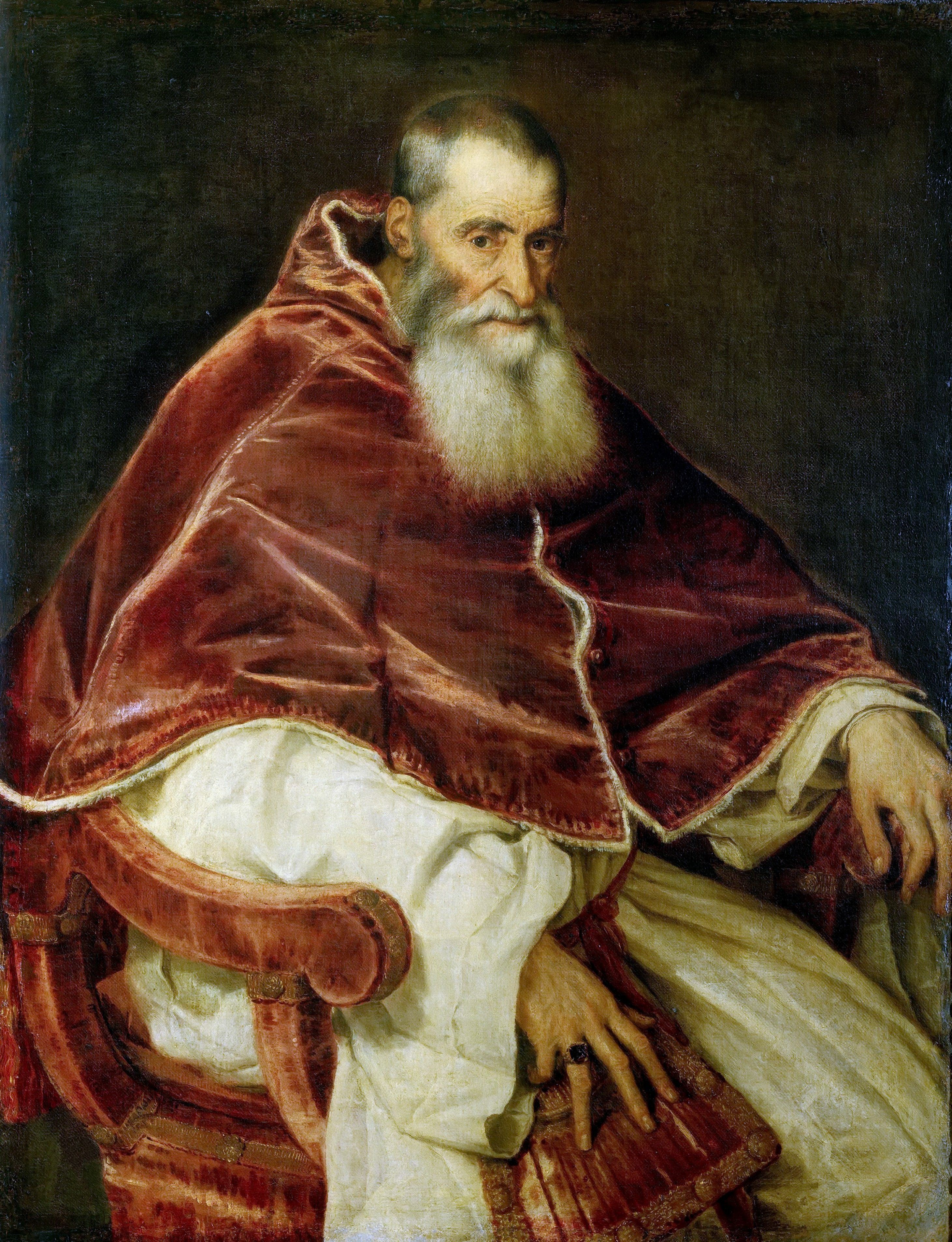
ティツィアーノ『教皇パウルス3世の肖像』、1543年。カポディモンテ美術館。教皇として任命されてから、パウルスはティツィアーノに彼の唯一の肖像画かになってもらうよう模索した。

本作は、しばしばラファエロの1518-1519年の『レオ10世と二人の枢機卿』(ウフィツィ美術館、フィレンツェ) ならびに1511-1512年の『教皇ユリウス2世の肖像』 (ロンドン・ナショナル・ギャラリー) と色彩および心理学的力学において比較される。ティツィアーノは先輩画家をいくつかの点で真似ており、教皇の年齢を強調し、彼に敬意を表すような状況ではなく自然な状況で表しているが、ティツィアーノはさらに一歩先を行っている。ラファエロの肖像が気高く、内省的な教皇を描いているのに対し、ティツィアーノは教皇が外部を睨んで、恐ろしく無慈悲な計算の最中にいる姿で提示しているのである。彼の射るような眼差しは、美術史家のジル・ダンカートン (Jill Dunkerton) により彼の「小さく明るい目を捉えているが…天賦の才は捉えそこなっている」と評されている。
画面は、色彩と色調により切り離される斜めの線によって劇的に二分されている。画面下部の3分の2は深い赤色と白色の顔料に支配されている。茶色と白色は画面上部右側で目立つ。この二分割は、カーテンの上部端から中景右側のオッターヴィオのレギンスに達する斜めの線によって形成される。他の色彩とパターンの反響には、教皇の椅子と垂れ下がるカーテンに対する彼の衣服が含まれる。
この劇的な色彩と輝きは部分的に構図に帰すことができ、またティツィアーノが色調を生み出すのに通常の絵画技術を反転している方法にもよる。彼は暗い背景から始めて、より明るい色を重ね、次により暗い色を重ねているのである。その効果は、「交響楽的色彩主義の力技」、ティツィアーノによる赤色と黄土色の顔料の混合の到達点と評されてきた。ティツィアーノは連続する赤色の色調に進んで挑戦したようである。アドルフォ・ヴェントゥーリによれば、全体として「驚くべき赤のシンフォニー」を奏でている。
ティツィアーノは様々な筆致を用いている。教皇の服が非常に幅広い筆致で描かれている一方、モゼッタ（ケープ）、老いた顔、見えている手は細い筆致で細部が捉えられており、髪の毛は個々の房にいたるまで描写されている。

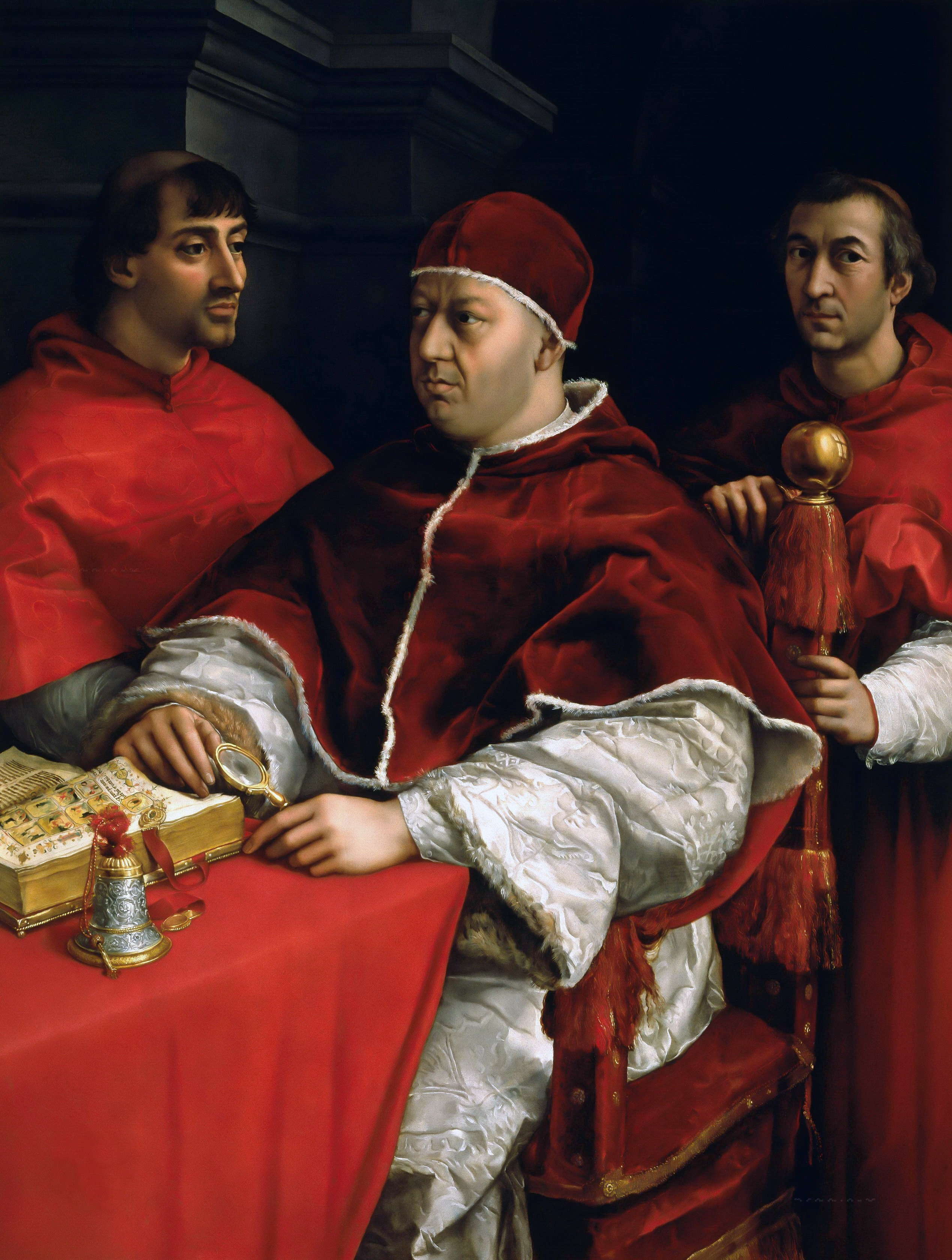
ラファエロ『レオ10世と二人の枢機卿』、1518–1519年、ウフィツィ美術館、フィレンツェ。ティツィアーノの『教皇パウルス3世とその孫たち』に描かれている心理的ドラマの原型となった。両作とも、不機嫌な親族と闘う力のある君主を中心に描いている。

背が高く筋肉質に表されているオッターヴィオは、跪いて教皇の足にキスをしようとしているところである。当時の教皇に挨拶する流儀は、3回の短いお辞儀をしてから教皇の足にキスをするというものであった。流儀におけるこの段階を、ティツィアーノは十字架で装飾され、ガウンから突き出ているパウルス3世の靴を見せることで示唆している。オッターヴィオの頭部はお辞儀で曲げられているが、厳しい顔の表情は真の遠慮からというより礼儀作法が指示する通りに行動していることを伝えている。ニコラス・ペニーは、「ルネサンス期の宮廷では、お辞儀をして右足を後方に引くことは通常のことであった。このことが現代の[肖像画]に対する態度に影響を与えており、青年の心からの尊敬の念を狡猾な宮廷人の卑屈さのように見せているのである」と記している。
孫たちは非常に異なった様式で描かれている。アレッサンドロは公的に振舞い、パウルス3世と類似した色彩と色調の服を身に着けている。対照的に、オッターヴィオは、物理的に彼を教皇から切り離す画面上部右側と同じ茶色の服を纏っている。彼のポーズはぎこちなく、解釈するのは難しいが、兄より自然主義的な様式で描かれている。アレッサンドロは気をそがれて、考え込んでいるような表情をしている。 彼はパウルスの椅子の背もたれのノブを掴んでいるが、それはラファエロの『レオ10世と二人の枢機卿』で後の教皇クレメンス7世がレオ10世の椅子を掴んでいる姿 (教皇の地位を継承する彼の野心を示すもの) を反映させたものである。かくして、アレッサンドロは政治的に有利な立場にあり、使徒パウロの伝統的な描写を想起させるポーズでパウルスの右側に立っており、彼の手は祝福するかのように上げられている。結局、カール5世がメディチ家の教皇職に対する権威を弱めた後、パウルスは自身の後継者に影響を与えることはできなかった。
本作は未完成である。数々の細部 (特に目立つのは教皇の右手) が欠如している。他の部分も素っ気なく均一で、いくつかの重要な部分はまだ下絵に妨げられている。ティツィアーノの多くの仕上げのタッチが欠如しており、パウルスの毛皮の縁取りのある袖は1543年の肖像画の輝く白い筆致も、ティツィアーノの通常の最終的光沢を含んでいない。

## 解釈
この作品は、狡猾で日和見主義的な親族に囲まれた年老いた教皇のありのままの冷たい表情を描いているものとしばしば考えられている。しかし、現実はもっと複雑で、画家の意図はもっと微妙なものである。確かに、作品は当時最も力のあった人物を非常にありのままに描いた肖像であり、以前の2点のパウルスへの尊敬を表した肖像とは非常に対照的である。本作は、美術史上で最も政治的に難しい肖像画の1つとして広く認められており、美術史家のルドルフォ・パルッキーニ (Rudolfo Pallucchini) とハロルド・ウェゼイ の意見によれば、人物関係の相互作用を理解することを要求しているのである。しかし、ティツィアーノは難題を解決しているようにみえる。人物関係の複雑さはすべて画面上に表現されているが、作品は、年老いて弱々しくなっているものの、なお活力があり、口論をしている後継者たちを制御しているパウルスが支配的君主としての地位を保持していることをカール5世に示すものとして意図された可能性がある。
さらに、ファルネーゼ家からの依頼で仕事をしていたティツィアーノは、はっきりと反同情的な方法では人物たちを描かなかったであろう。パウルス3世は年老いて、弱々しい一方で、広い胸板で、賢さと狡猾さを示唆するずるそうな目をしている。オッターヴィオは冷たく、無感覚な人物として提示されており、これはおそらく彼の性格と信念の強さを表す方策である。アレッサンドロは教皇に一番近い位置で優遇されているが、X線による分析では、本来、教皇の左側に立っていたのをおそらくアレッサンドロ自身の要望により、彼の教皇位への要求を示唆する教皇の玉座に手が置かれる位置へと変更された。

## 来歴
ティツィアーノは本作を完成前に放棄し、以後100年間、作品は額縁にも入れられず、壁にも掛けられないままファルネーゼ家の地下室に置かれていた。パウルスにより委嘱されたティツィアーノの肖像画を含むアレッサンドロの美術品と骨董品の大コレクションは、最終的にエリザベッタ・ファルネーゼ (1692–1766) に継承された。彼女は1714年にスペイン王フェリペ5世と結婚し、彼女のコレクションはパルマ公となり、後にスペイン王となった息子のカルロス3世に引き継がれた。1734年に、カルロス3世はポーランド継承戦争により、シチリア王国とナポリ王国を征服し、彼のコレクションはナポリに移された。1738年、カルロス3世はファルネーゼ家のコレクションを所有するのを一因として、カポディモンテ美術館が入るカポディモンテ宮殿を建造した。本作は今日カポディモンテ美術館にあり、ファルネーゼ・ギャラリーのセクションに掛けられている。カポディモンテ美術館は1950年に国立美術館に指定された。